# La destitución de Hai Rui
La destitución de Hai Rui (en chino, 海瑞罢官; pinyin, hǎi ruì bà guān) es una obra de teatro publicada en 1961, conocida por haber servido de pretexto para el estallido de la Revolución Cultural. Wu Han, el autor, es historiador, especialista de la dinastía Ming, y vicealcalde de Pekín desde 1949.

## Contexto
En 1959 se actualizó el personaje de Hai Rui: se representó en Shanghái una obra del actor Zhou Xinfang titulada Hai Rui se dirige al emperador, luego Wu Han publicó un relato, donde Hai Rui condena al emperador, seguido de un artículo en el Diario del Pueblo sobre el mismo tema,ref>Liu Manzhi (pseudonyme de Wu Han), « Hai Rui semonce l'empereur », Le Quotidien du peuple, 16 juin 1959, traducido por Simon Leys dans Les Habits neufs du président Mao.</ref> y luego una colección de cuatro textos con el título del primero de ellos, Historia de Hai Rui.
Ese mismo año, Peng Dehuai, que había criticado a Mao Zedong sobre las consecuencias del Gran Salto Adelante en los campesinos, fue despedido de su puesto en la conferencia de Lushan en agosto. La analogía entre Peng Dehuai y Hai Rui, ambos defensores de los campesinos, es inequívoca.
La publicación de estos textos, tanto antes como después de la destitución de Peng Dehuai, muestra que Peng Dehuai tenía un amplio apoyo dentro del Partido.

## La obra
En 1961, Wu Han escribió un drama, destinado a la ópera de Pekín, titulado La indigencia de Hai Rui, cuyo tema es histórico. Hai Rui (1515-1587), erudito y funcionario durante el reinado del emperador Jiajing de la dinastía Ming, fue en 1569 inspector de varias prefecturas. En este cargo, hizo que el hijo de una familia de notables fuera condenado y ejecutado por el asesinato de un campesino y el secuestro de su hija. Desaprobado por la Corte, Hai Rui se retiró a sus tierras. Aunque Wu Han toma la precaución, en el prefacio de la obra, de presentar a Hai Rui como alguien que está sobre todo al servicio de su clase, aprueba sin embargo la firmeza del personaje ante el emperador.
El uso de la historia para criticar el presente es una antigua tradición en la literatura china, incluyendo la Ópera de Pekín.
La obra fue publicada en enero de 1961 en Pekín, en Arte y Literatura, y más tarde en volumen. Se puso en escena en febrero de 1961 y de nuevo en 1965.

## La crítica
Sin embargo, el 10 de noviembre de 1965, Yao Wenyuan publicó una reseña, probablemente a instigación de Jiang Qing y con el acuerdo de Mao Zedong, en el Wenhuibao de Shanghái, en la que describía la obra de Wu Han como una obra alegórica que atacaba a Mao por excluir a Peng Dehuai y acusaba a Wu Han de ser un aliado de los «derechistas» del Partido. A pesar de dos autocríticas de Wu Han, la primera el 30 de diciembre de 1966 en el Diario del Pueblo, la segunda el 12 de enero de 1966, y el apoyo de algunos historiadores, toda la prensa transmitió las acusaciones de Yao Wenyuan. Ningún alto funcionario del partido defendió a Wu Han, lo que se explica por el probable origen de las críticas.
Este es el preludio de las críticas de otros intelectuales, incluyendo a Deng Tuo, y, sobre todo, del alcalde de Pekín, Peng Zhen.
Wu Han fue una de las primeras víctimas de la Revolución Cultural y murió en 1969, y no se rehabilitó hasta 1979. En 1979 se considera oficialmente que La destitución de Hai Rui no era una obra clave, antes de la rehabilitación de Peng Dehuai.